# Joel McCrea
Joel Albert McCrea (ur. 5 listopada 1905 w South Pasadena, zm. 20 października 1990 w Los Angeles) – amerykański aktor filmowy, radiowy i telewizyjny. Posiada dwie gwiazdy na Hollywoodzkiej Alei Gwiazd.

## Filmografia
- 1926: Słowik hiszpański – statysta
- 1929: Pokusa jako Blythe
- 1929: Królowa bez korony – statysta
- 1929: Dynamit jako Marco
- 1932: Hrabia Zarow jako Robert „Bob” Rainsford
- 1934: The Richest Girl in the World jako Tony
- 1936: Prawo młodości jako Richard Glasgow
- 1937: Śmiertelny zaułek jako Dave Connell
- 1937: Mocni ludzie jako Ramsay MacKay
- 1939: Union Pacific jako kapitan Jeff Butler
- 1940: Zagraniczny korespondent jako Johnny Jones / Huntley Haverstock
- 1940: Wzgórza Primrose jako Ed Wallace
- 1941: Podróże Sullivana jako John L. Sullivan
- 1942: Opowieść o Palm Beach jako Tom Jeffers
- 1943: Wesoły sublokator jako Joe Carter
- 1962: Strzały o zmierzchu jako Steve Judd